# Cryptantha grayi
Cryptantha grayi là loài thực vật có hoa trong họ Mồ hôi. Loài này được (Vasey & Rose) J.F.Macbr. mô tả khoa học đầu tiên năm 1916.